# Acentrophryne longidens
Acentrophryne longidens är en fiskart som beskrevs av Regan 1926. Acentrophryne longidens ingår i släktet Acentrophryne och familjen Linophrynidae. Inga underarter finns listade i Catalogue of Life.